# 塔特鼠屬
塔特鼠屬（学名：Tateomys），哺乳綱、囓齒目、鼠科的一屬，而與塔特鼠屬（塔特鼠）同科的動物尚有青毛鼠屬（青毛鼠）、灌鼠屬（肯氏灌鼠）、扁顱鼠屬（刺扁顱鼠）、西裏伯斯鼠屬等之數種哺乳動物。

## 下属物种
本属包括以下物种：
- Tateomys macrocercus Musser, 1982
- Tateomys rhinogradoides Musser, 1969